# フォーリーブス・ミュージカル 少年たちシリーズ 〜明日なき友情〜
『フォーリーブス・ミュージカル　少年たちシリーズ 〜明日なき友情〜』（ - しょうねんたちシリーズ あすなきゆうじょう）は、1971年9月5日に発売された、フォーリーブスの5枚目のサウンドトラックである。

## 収録曲

### LP
- SIDE A

1. 題名のない歌 [3:05]
作詞：岩谷時子／作曲：いずみたく／編曲：大柿陸
2. たまらない日 [3:19]
作詞：林権三郎／作曲・編曲：服部克久
3. 学生 - 江木俊夫 [1:30]
作詞：林権三郎／作曲・編曲：服部克久
4. 誰のせいでもない - おりも政夫 [2:41]
作詞：林権三郎／作・編曲：服部克久
5. サウンドが空気 〜 陽はまた昇る [3:12]
作詞：林権三郎／作・編曲：服部克久
『サウンドが空気』は北公次のソロ曲
6. 泥棒の歌 [3:09]
作詞：岩谷時子／作曲：いずみたく／編曲：大柿陸
7. やったぜ みんな [4:07]
作詞：岩谷時子／作曲：いずみたく／編曲：大柿陸

- SIDE B

1. FREE [1:26]
作詞・作曲：Robert W. Lamm／編曲：高橋洋一
2. VEHICLE [2:00]
作詞・作曲：Jim Peterik／編曲：高橋洋一
3. 題名のない歌 - 青山孝 [1:34]
作詞：岩谷時子／作曲：いずみたく／編曲：大柿陸
4. おめでとう スター誕生 
作詞：岩谷時子／作曲：いずみたく／編曲：大柿陸／作品コード:013-7617-9
5. 明日なき友情 [3:02]
作詞：岩谷時子／作曲：いずみたく／編曲：大柿陸／作品コード:000-9226-6
6. 星になったあいつ [6:47]
作詞：林権三郎／作・編曲：服部克久

### CD
1. 題名のない歌
2. たまらない日
3. 学生
4. 誰のせいでもない
5. サウンドが空気 〜 陽はまた昇る
6. 泥棒の歌
7. やったぜ みんな
8. FREE
9. VEHICLE
10. 題名のない歌
11. おめでとう スター誕生
12. 明日なき友情
13. 星になったあいつ